# Hypsugo bemainty
Hypsugo bemainty és una espècie de ratpenat de la família dels vespertiliònids. És endèmic de Madagascar. Es tracta d'un ratpenat de petites dimensions, amb una llargada de cap a gropa de 77–83 mm, els avantbraços de 29–32 mm, la cua de 33-36 mm, els peus de 4-5 mm, les orelles de 10–13 mm i un pes de fins a 4,4 g. S'alimenta d'insectes. Com que fou descoberta fa poc, l'estat de conservació d'aquesta espècie encara no ha estat avaluat formalment.